# Las elegidas
Las elegidas, distribuito anche con il titolo The Chosen Ones, è un film del 2015 diretto da David Pablos.
Film messicano che affronta il tema della prostituzione minorile, prodotto dalla Canana Films, e presentato in concorso nella sezione Un Certain Regard alla 68ª edizione del Festival di Cannes.

## Trama
Nella città messicana di Tijuana a due passi dal confine con gli Stati Uniti d'America, vive Ulises, un giovane la cui famiglia è protagonista di un giro di prostituzione a danno di minorenni.
Ulises si innamora davvero della quattordicenne Sofia, che nei piani della famiglia avrebbe solo dovuto sedurre per poi avviare ingannevolmente alla prostituzione. Il ragazzo si ribella a questa imposizione e prova la fuga con la sua innamorata, senza riuscirvi. Sofia viene dunque sequestrata e costretta in una casa chiusa dove altre ragazze come lei, dopo aver assunto un nuovo nome, sono offerte ai clienti, senza alcuna possibilità di tornare alla propria vita precedente.
Cedendo alle sue insistenze, il padre di Ulises promette di liberare Sofia, nel momento in cui il figlio avrà trovato un'altra ragazza con cui sostituirla. Ulises prende così a frequentare Marta, con cui inizia una storia d'amore, sin da principio fraudolenta.
Sofia, avvicinata e rassicurata dallo stesso Ulises, soffre la mancanza della famiglia e supera l'orrore del suo lavoro solo con una sorta di estraniamento. Un giorno è avvicinata da un uomo che, fingendosi cliente, ha in realtà intenzione di liberarla. Dopo più incontri si arriva a pianificare la fuga. Ma Sofia viene prima liberata da Ulises che, portato a termine il suo turpe piano con Marta, incassa la promessa fattagli dal padre.
Ulises e Sofia possono così coronare il loro amore che però, ora, è ben lontano da quel sentimento che solo pochi mesi prima aveva unito due anime ancora spensierate e "innocenti".

## Premi e candidature
| Anno | Evento                           | Categoria                                          | Risultato       |
| ---- | -------------------------------- | -------------------------------------------------- | --------------- |
| 2015 | Festival di Cannes               | Miglior film (sezione Un Certain Regard)           | Candidato/a     |
| 2015 | Festival del cinema di Stoccolma | Cavallo d'oro al miglior film                      | Candidato/a     |
| 2016 | Premio Ariel                     | Miglior film                                       | Vincitore/trice |
| 2016 | Premio Ariel                     | Miglior regia                                      | Vincitore/trice |
| 2016 | Premio Ariel                     | Miglior sceneggiatura originale                    | Vincitore/trice |
| 2016 | Premio Ariel                     | Miglior fotografia                                 | Vincitore/trice |
| 2016 | Premio Ariel                     | Miglior attrice esordiente a Nancy Talamantes      | Vincitore/trice |
| 2016 | Premio Ariel                     | Miglior attrice non protagonista a Alicia Quiñonez | Candidato/a     |
| 2016 | Premio Ariel                     | Miglior attore esordiente a Óscar Torres           | Candidato/a     |
| 2016 | Premio Ariel                     | Miglior montaggio                                  | Candidato/a     |
| 2016 | Premio Ariel                     | Miglior scenografia                                | Candidato/a     |
| 2016 | Premio Ariel                     | Miglior costumi                                    | Candidato/a     |
| 2016 | Premio Ariel                     | Miglior trucco                                     | Candidato/a     |
| 2016 | Premio Ariel                     | Miglior colonna sonora                             | Candidato/a     |
| 2016 | Premio Ariel                     | Miglior suono                                      | Candidato/a     |